# Saccoglossum
Saccoglossum es un género que tiene asignadas cinco especies de orquídeas,  de la subtribu Bulbophyllinae de la  familia (Orchidaceae). 

## Especies seleccionadas
- Saccoglossum lanceolatum
- Saccoglossum maculatum
- Saccoglossum papuanum
- Saccoglossum takeuchii
- Saccoglossum verrucosum